# 三枝実央
三枝 実央（さえぐさ みお、1977年12月10日 - ）は、日本のグラビアアイドル、アダルトモデル、女優、AV女優、ストリッパー。

## 来歴・人物
東京都出身。1990年代頃よりグラビアを起点に、『スーパージョッキー』（日本テレビ系、「熱湯三姉妹」）などバラエティ番組に出演。1997年に出演したVシネマ「美乳大作戦メスパイ」出演した際、当時スーパージョッキーのレギュラーであったJガールの池沢郁絵と共に熱湯に挑戦した。1998年、写真集『エム』にてヌードを披露。その後、ヌード写真集、イメージビデオを発表する一方で、『重役秘書 安奈』などのオリジナルビデオに主演。一時はタレント業から離れたが、その後復帰している。
2004年頃から2008年頃までは、アンカーに所属していた。2008年9月1日、芸能人専門キャスティングレーベル「MUTEKI」より第1弾女優としてAVデビュー。
2010年9月21日、浅草ロック座でストリッパーデビュー。同日発売の『FLASH』10月5日号では、モノクログラビアの見開きでデビューを報じた。
2015年活動再開。
身長163cm、血液型AB型。趣味は水泳、バスケットボール、特技はピアノ、ダイビング。

## エピソード
写真集「MIO」の撮影でサイパンに行った時、家を出てから撮影中の間は下着をつけなかった。

## 関連情報

### 写真集
- Style（1996年10月、斉木弘吉撮影、桜桃書房）
- F.VOLTAGE（1997年8月、木村智哉撮影、リイド社） ISBN 4845814927
- エム（1998年9月、木村晴撮影、竹書房） ISBN 4812404126
- MIO（1999年5月、山岸伸撮影、バウハウス） ISBN 4894611414
- VIO SEXUAL（2003年11月、福島裕二撮影、TRIANGLE FORCE） ISBN 4894652439
- mio（2015年9月、木村晴撮影、双葉社）ISBN 457530946X

### オリジナルビデオ
- 美乳大作戦メスパイ（1997年2月1日・2月14日、東映ビデオ）- 主演
- 校内写生'97渋谷レイパーズ（1997年2月21日、JVD）- 主演
- 重役秘書 安奈（1999年4月21日、ミュージアム）- 主演
- 爆裂パチスロ・一撃必勝法 人妻錬金術師（2005年）- 主演
- 団鬼六 人妻調教 闇の肉宴（2007年）- 主演
- 堕天使陵辱玩具（2006年4月、SODクリエイト）- 主演 …共演:ヒライシカズ美

### イメージビデオ・DVD
- THRILL（1996年11月、桜桃書房） ISBN 4756706355
- ジュエリービーンズ（1997年2月、H.m.p）
- Love Potion（1997年2月）
- 裸体 三枝実央（2003年10月、シャッフル）
- W☆BOMB-誘う女誘われる女（2004年7月、イーネットフロンティア）
- 恋愛日和（2007年5月、スリーエムワークス）
- S（2008年11月、エアーコントロール）

### アダルトビデオ
- スキャンダル 芸能人 三枝実央 （2008年9月1日、MUTEKI）
- セクシャル （2008年10月1日、MUTEKI）
- ワンダフル （2008年11月1日、MUTEKI）
- Love is Beautiful （2009年04月13日、嵐を呼ぶスーパーガール）

### 映画
- 電エース ハンケチ王子の秘密（2007年）- メスパイ・ミオ役
- 奴隷船 （2010年3月6日、新東宝）

### 音楽
ダウンロード
- 新宿ダイヤモンド（2020年03月11日発売）- コンドル滝沢 & 三枝実央[7]